# Dankerode
Dankerode è una frazione della città tedesca di Harzgerode.
Conta (2007) 802 abitanti.

## Storia
Dankerode fu nominata per la prima volta nel 992.

Costituì un comune autonomo fino al 31 luglio 2009.

## Amministrazione
La frazione di Dankerode è amministrata da un consiglio locale (Ortschaftsrat) di 5 membri e da un sindaco di frazione (Ortsbürgermeister).